# Burgenland-Gymnasium Laucha
Das Burgenland-Gymnasium Laucha ist ein allgemeinbildendes Gymnasium in Laucha an der Unstrut im Süden Sachsen-Anhalts. Die Schule wurde 1991 als Gymnasium des Landkreises Nebra zunächst in Wetzendorf gegründet und zog 1993 in einen Neubau nach Laucha. Besonderheiten der Schule sind der seit 1996 angebotene schulinterne Schwerpunkt Luftsport/Luft- und Raumfahrt sowie die Bewirtschaftung eines eigenen Weinbergs. Die Schule verfügt über eine Bühne mit großem Foyer.

## Profil

### Flugsport und -technik
Die Segelflugtradition des Luftsportzentrums Laucha reicht bis in die 1920er Jahre zurück. 1993 wurde der Schule ein Segelflugzeug ASK 21 übergeben und eine Schülerfluggemeinschaft eingerichtet, die vom Flugplatz Laucha aus fliegt. Luft- und Raumfahrt sowie Flugmodellbau werden seit 1996 als Wahlpflichtfächer angeboten und können als besondere Lernleistungen in das Abitur einfließen. 1995 zog das „Haus der Luftsportjugend“ des Deutschen Aero Clubs vom hessischen Hirzenhain nach Laucha und betreut seit 1996 die Segelflugarbeitsgemeinschaften des Gymnasiums.
Seit 1996 ist das Gymnasium Laucha eine von sechs Modellschulen des Projekts Schulen ans Netz im Land Sachsen-Anhalt. In diesem Rahmen nahm die Schule am DARA-Projekt zur Spektralanalyse im Physik-, Astronomie- und Informatikunterricht teil. 1997 fand im Luftsportzentrum Laucha das bundesweite Space Festival der Jugendinitiative Raumfahrt (JIR) statt, 1998 nahm eine Schülergruppe des Gymnasiums mit einem Raketenstart am französischen Space Festival in Bourges teil.
2011 wurde dem Gymnasium der Titel Schule ohne Rassismus – Schule mit Courage verliehen.

### Weinbau
Ein weiterer Schwerpunkt ist die Bewirtschaftung eines eigenen Weinbergs in dem traditionsreichen Weinbaugebiet der Saale-Unstrut-Region. Dieser Weinberg am Edelacker in Freyburg wurde der Schule durch eine Partnerschaftsvereinbarung mit der Agrargenossenschaft Gleina übergeben. Die Schule betreut 233 Stöcke Portugieser und 133 Stöcke Gutedel und ist mit einer eigenen Erzeugernummer Mitglied der Winzervereinigung Freyburg. Weinbau kann als Wahlpflichtkurs in den Klassen 9 und 10 sowie als Projektkurs in Klasse 11 belegt werden.